# Le Fá expliqué aux profanes
Le Fá expliqué aux profanes est une œuvre de Mahougnon Kakpo, publiée à Cotonou en 2021.

## Structure
Sommaire

Introduction

1. Le Fá : origine, distinction d'avec Ɔ̀rúnmilà et attributs (sagesse universelle, savoir encyclopédique, parole divine, loi morale)
2. Le Fá : rapports avec la sorcellerie et autres attributs
3. Traduction élaborée du panégyrique ou poème rituélique du Fá Ɔ̀rúnmilà

Conclusion

Références bibliographiques

## Éditions
- Le Fá expliqué aux profanes, Cotonou, Les Éditions des Diasporas, Collection LAREFA Études, 2021.